# فیگوئروپولیس
فیگوئروپولیس (به پرتغالی: Figueirópolis) یک منطقهٔ مسکونی در برزیل است که در توکانتینس واقع شده‌است. فیگوئروپولیس ۵٬۲۴۳ نفر جمعیت دارد.